# Siunggam Dolok
Siunggam Dolok is een bestuurslaag in het regentschap Padang Lawas Utara van de provincie Noord-Sumatra, Indonesië. Siunggam Dolok telt 232 inwoners (volkstelling 2010).